# STart
A STart az ANTIC számítógépes magazin spin-offja volt. Az ANTIC-kal ellentétben a STart kizárólag az Atari ST számítógépével foglalkozott. A magazinból 52 lapszám jelent meg 1986 és 1991 között, ezzel tovább fennmaradva mint a fő újság. Eredetileg Atari ST specifikus rovatként kezdte az ANTIC magazinban, majd 1986-ban különálló havilappá vált. Mindegyik lapszámhoz mellékeltek egy 3,5 hüvelykes hajlékonylemezt.
A legfőbb riválisa az ST-Log volt, amely tovább fennmaradt mint az A.N.A.L.O.G. és a Compute! magazinok. Mindkettőhöz mellékeltek hajlékonylemezeket és a STart mindkettőnél tovább maradt fenn.

## Lásd még
- Atari ST User – Egy brit Atari ST magazin
- Page 6 – Egy hosszú életű Atari magazin, amely a 8 bites és az ST rendszerekkel foglalkozott

## Külső hivatkozások
- A STart Magazine archívuma a Classic Computer Magazine Archive-on (angolul)